# Astragalus microrchis
Astragalus microrchis är en ärtväxtart som beskrevs av William Barbey. Astragalus microrchis ingår i släktet vedlar, och familjen ärtväxter. Inga underarter finns listade i Catalogue of Life.